# Гааґе
Га́аґе (ест. Haage küla) — село в Естонії, у міському самоврядуванні Тарту повіту Тартумаа.

## Населення
Чисельність населення на 31 грудня 2011 року становила 353 особи.

## Географія
Через населений пункт проходить автошлях 92 (Тарту — Вільянді — Кілінґі-Нимме).

## Історія
До 1 листопада 2017 року село входило до складу волості Тягтвере.